# مارتین شاوت
مارتین شاوت (آلمانی: Martin Schaudt؛ زادهٔ ۷ دسامبر ۱۹۵۸) سوارکار بازنشستهٔ اهل آلمان است. او در دوران فعالیت، دو مدال طلای المپیک را کسب کرد.